# Transport & Environment
Transport & Environment (T&E) is een koepelorganisatie van Europese niet-gouvernementele organisaties die zich inzetten voor duurzaam vervoer. De 53 lidorganisaties komen uit 24 landen (juli 2021). T&E bestaat sinds 1989. Het hoofdkantoor in Brussel coördineert nationale teams in Rome, Parijs, Madrid, Berlijn, Warschau en Londen.  
Transport & Environment streeft naar een emissievrij mobiliteitssysteem dat betaalbaar is en een minimale impact heeft op onze gezondheid, het klimaat en het milieu.
De organisatie wil de standpunten van milieuverenigingen naar voren te brengen bij de totstandkoming van het EU-transportbeleid, en de nationale activiteiten van haar leden op Europees niveau bundelen. 
De organisatie is sinds 2010 geregistreerd in het transparantieregister van de Europese Unie in categorie III (niet-gouvernementele organisaties, platforms en netwerken of soortgelijke organisaties). 

## Onderzoek en rapporten
T&E heeft een hele reeks onderzoeksrapporten en tools uitgewerkt of dartoe opdracht gegeven, waaronder: 
- twijfel aan de economische leefbaarheid van elektrolyse bij groene waterstof (2023)[2]
- een berekeningsmodule voor de uitstoot van elektrische auto’s[3]
- prognose elektische auto’s: zouden vanaf 2027 goedkoper worden dan auto’s met verbrandingsmotoren (mei 2021)[4]
- biobrandstof: 10 jaar rampzalig EU-beleid heeft geleid tot ontbossing en milieudegradatie (juli 2021)[5]
- de buitensporige ecologische voetafdruk van de superrijken die zich voor korte afstanden verplaatsen met privéjets (mei 2021)[6]
- cruiseschepen: Carnival Cruise Lines, 's werelds grootste luxe cruisemaatschappij, stootte in 2017 rond de Europese kusten bijna tien keer meer zwaveloxiden (SOX) uit dan alle 260 miljoen Europese auto's (juni 2019)[7]